# Syd Millar
Pour les articles homonymes, voir Millar.
Pas d'image ? Cliquez ici

a Compétitions nationales et continentales officielles uniquement.

b Matchs officiels uniquement.
John Sydney Millar, plus connu comme Syd Millar, né le 23 mai 1934 à Ballymena et mort le 10 décembre 2023,, est un joueur de rugby à XV qui évolue avec l'équipe d'Irlande au poste de pilier de 1958 à 1970. Il est également président de l'International Rugby Board de 2003 à 2007.

## Carrière
Syd Millar dispute son premier test match, le 19 avril 1958 contre l'équipe de France et son dernier test match a lieu contre l'équipe du pays de Galles le 14 mars 1970. Il joue également neuf test matchs avec les Lions britanniques en 1959, 1962 et 1968.
Millar dirige la tournée victorieuse des Lions britanniques en Afrique du Sud en 1974, trois victoires et un nul lors des tests et aucune défaite sur l'ensemble de la tournée, puis devient entraîneur de l'équipe d'Irlande à la Coupe du monde de rugby à XV 1987. En 1995-1996, il est président de la Fédération irlandaise de rugby, puis devient président de la Fédération internationale, l'International Rugby Board, de 2003 à 2007.
Il est décoré de l'ordre de l'Empire britannique et de la Légion d'honneur, et fait partie du Temple international de la renommée du rugby et du Temple de la renommée IRB.

## Palmarès
- 37 sélections avec l'Irlande
- Sélections par années : 1 en 1958, 4 en 1959, 5 en 1960, 5 en 1961, 3 en 1962, 4 en 1963, 1 en 1964, 4 en 1968, 5 en 1969
- Tournois des Cinq Nations disputés: 1958 à 1964 inclus, 1968 et 1969